# Sejtbiológia
A sejtbiológia, más néven celluláris biológia vagy citológia, sejttan a biológiának a sejtekkel, azok fiziológiai tulajdonságaival, szerkezetével, a bennük található sejtszervecskékkel (organellumokkal), életciklusukkal, a sejtosztódással és a sejthalállal foglalkozó részterülete. Vizsgálatának területe mind a mikroszkopikus, mind a molekuláris szintre kiterjed. A sejtbiológia az egysejtű élőlényekkel (mint a baktériumok vagy protozoák) és a többsejtű élőlények (mint az ember is) specializált sejtjeivel egyaránt foglalkozik.
A sejtek szerkezetének és működésének ismerete minden élettani tudomány számára alapvető fontosságú. A különböző típusú sejtek közötti eltérések és hasonlóságok megértése különösen a molekuláris biológiai és az orvosbiológiai területeken, mint a rákkutatás és fejlődésbiológia fontos. A sejtek alakra és nagyságra különböznek, de kémiai felépítésük hasonló. Ez a tulajdonság a közös eredetre utal. 
A sejtbiológia szorosan kapcsolódik a genetikához, a biokémiához, a molekuláris biológiához és a fejlődésbiológiához.